# Frappe au balancier

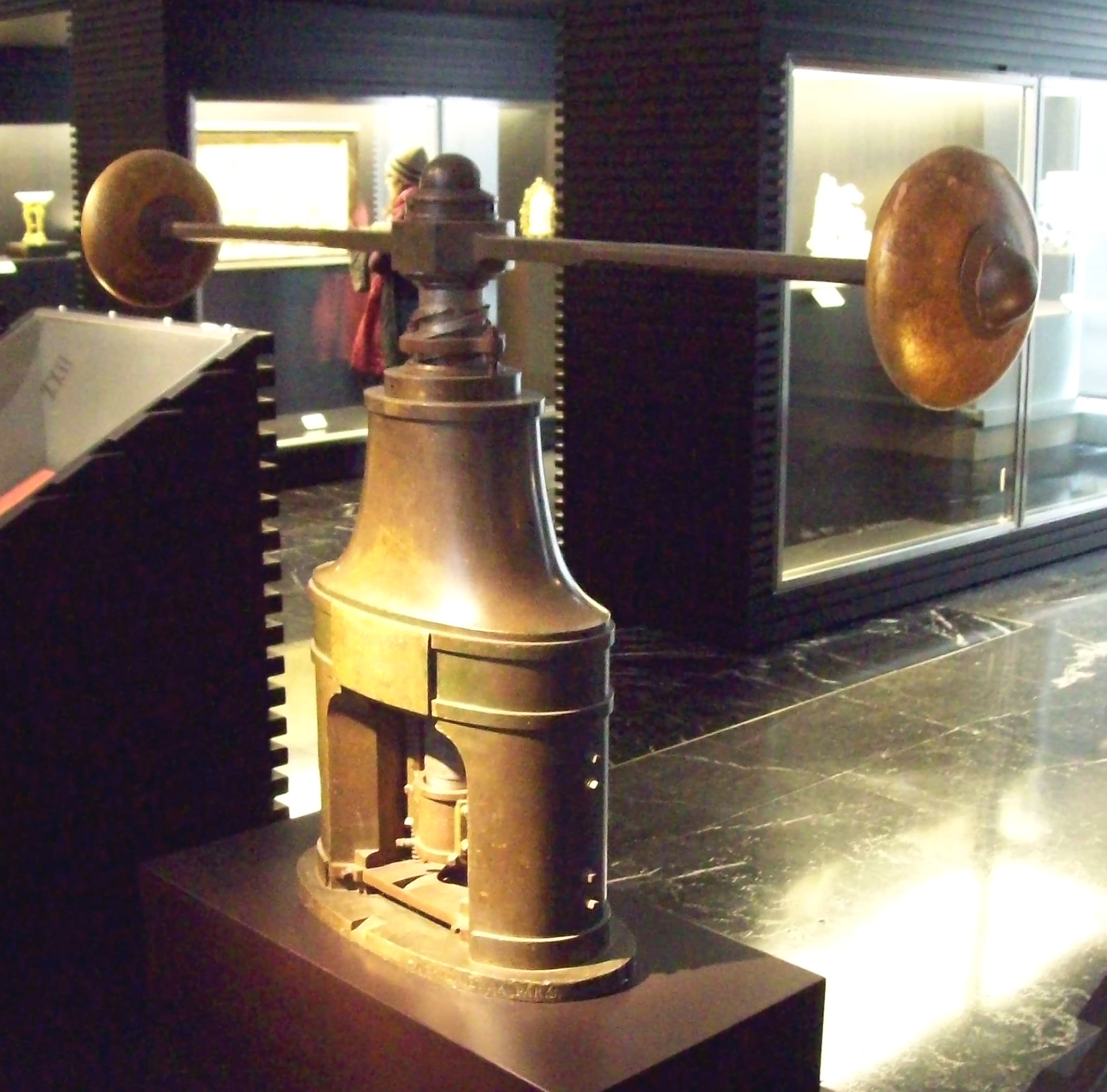
Balancier français de 1831

Le frappe au balancier ou frappe au moulin est une technique utilisée pour frapper les monnaies par pression, inventée au XVIe siècle. Elle permet une exécution plus régulière que la frappe au marteau.

## Origines et évolutions
Vers 1530, Benvenuto Cellini invente le balancier monétaire. Vers 1540, l'orfèvre allemand Max ou Marx Schwab inventait une presse à cylindres.
En France, Henri II a importé les nouvelles machines : laminoir, découpoir et balancier. Le procédé a été amélioré par Aubin Olivier puis par Marc Béchot et Brucher. Aubin Olivier mit au point la virole brisée, une bague qui maintenait le flan immobile.
En 1550, la première machine à frapper les monnaies par pression, dite « frappe au balancier » ou « frappe au moulin » était mise en service au moulin des étuves à Paris.
Face à l'hostilité des monnayeurs, Henri II ne fit employer le procédé que pour la frappe des pièces de faible valeur, les médailles et les jetons.
En 1625, après l'échec du « monnayoir » de Nicolas Briot, le procédé est repris et rendu plus rapide encore par Jean Warin avec l'aide d'Isaac Briot frère de Nicolas en 1640.
Le procédé fut à nouveau perfectionné vers 1790 par le Suisse Jean-Pierre Droz.
Il est définitivement supplanté par le procédé de la frappe au levier vers 1840.

## Procédé
La force mécanique ou hydraulique remplaçait le marteau et l'enclume du procédé de frappe au marteau.

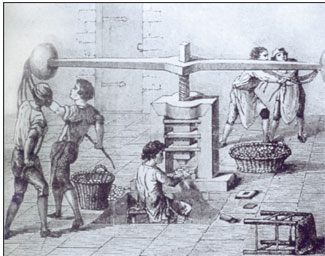
Presse au balancier

- Laminage : le laminoir avait ses deux rouleaux actionnés par le mouvement des roues d'un moulin (d'où le qualificatif de frappe au moulin) généralement hydraulique ou hippomobile et installé dans une partie de l'atelier monétaire. Il fournissait des lames à la bonne épaisseur et de surface uniforme.

- Coupage : le découpoir, actionné au moyen d'un levier ou d'un arbre à vis, fonctionnait comme un emporte-pièces qui découpait les flans au diamètre voulu. Le procédé donnait des flans parfaitement circulaires.

- Frappe : le balancier se présentait comme une presse agissant par percussion du flan par les coins au moyen d'un arbre posé sur un socle, portant une vis et muni de deux bras d'acier, qui étaient prolongés par de lourdes boules de plomb et actionnés par 8 à 12 hommes au moyen de courroies attachées à des anneaux à l'extrémité des barres. La vis portait le coin mobile qui venait frapper le flan posé sur le coin fixe. Les équipes se relayaient tous les quarts d'heure tant le travail était pénible et fatigant.

Le rendement du procédé était de 30 monnaies à la minute.
Le procédé a permis la fabrication des monnaies françaises entre 1640 et 1830 environ, avant d'être remplacé par la frappe au levier. Il a produit les plus beaux documents de la numismatique française : en particulier les louis d'or et les écus et divisionnaires d'argent de Jean Warin et Isaac Briot produits entre 1640 et 1645.